# CD3

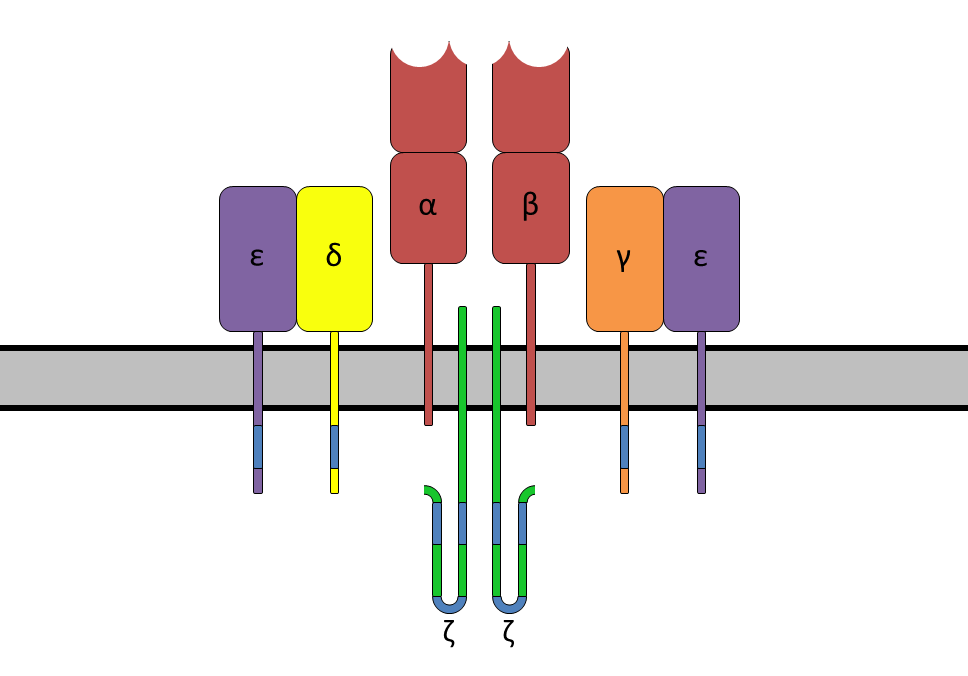
ترکیب گیرنده لنفوسیت تی با زنجیره‌های TCR-α و TCR-β (بالا)، ملکول‌های فرعی زنجیرهٔ زتا (پائین) و CD3 (نمایش‌داده‌شده بصورت CD3γ ،CD3δ و دو CD3ε).

مجموعه تمایزی ۳ (انگلیسی: Cluster of Differentiation 3) نام پروتئینی است که در فعال‌سازی لنفوسیت تی کشنده (CD8+) و لنفوسیت تی کمک‌کننده (CD4+) نقش دارد. 
این ملکول، یک مجموعهٔ پیچیدهٔ پروتئینی است که ۴ زنجیرهٔ متمایز دارد: یک زنجیرهٔ CD3γ، یک زنجیرهٔ CD3δ و دو زنجیرهٔ  CD3ε . این زنجیره‌ها در کنار گیرنده لنفوسیت تی و  زنجیرهٔ زتا  (ζ-chain) سیگنال‌های فعال‌سازی لنفوسیت‌های تی را ایجاد می‌کنند.